# Kramgoa låtar 1998
Kramgoa låtar 1998 utkom 1998 på CD och kassettband. och är ett studioalbum med det svenska dansbandet Vikingarna. Albumet innehöll bland annat hitlåten Kan man älska nå'n på avstånd. Albumet sålde platina i båda Sverige och Norge, och över 175 000 exemplar.

## Låtlista

### Sida A
1. Kan man älska nå'n på avstånd
2. Skogsstjärna
3. One Night with You
4. Kom till mej
5. Lika blå som dina ögon
6. En gammaldags låt
7. När det regnar

### Sida B
1. En söndag i april
2. Galen i dig
3. Små små ord
4. Min sång om kärleken
5. Änglasjäl
6. Treat Me Nice
7. Jag saknar dig

## Listplaceringar
| Lista (1998-1999) | Topplacering |
| ----------------- | ------------ |
| Norge             | 10           |
| Sverige           | 4            |

### Fotnoter
1. ↑  ”Danswebb”. Arkiverad från originalet den 4 mars 2016. https://web.archive.org/web/20160304234314/http://www.dans-web.nu/skivor/index.php?pid=view&ref_cd=745. Läst 9 juni 2011.
2. ↑  ”Kramgoa låtar 1998”. Svensk mediedatabas. 12 mars 1998. https://smdb.kb.se/catalog/id/001518534. Läst 30 september 2010.
3. ↑  ”Kramgoa låtar 1998”. Svensk mediedatabas. 12 mars 1998. https://smdb.kb.se/catalog/id/001536951. Läst 30 september 2010.
4. ↑  Lars-Erik Olsson. ”Vikingarna”. Finfalla. http://www.finnfalla.se/vikingarna/ovrigt/historia_v.htm. Läst 30 oktober 2014.
5. ↑  ”Kramgoa låtar 1998” (på engelska). Norwegiancharts. 12 mars 1998. http://norwegiancharts.com/showitem.asp?interpret=Vikingarna&titel=Kramgoa+l%E5tar+1998&cat=a. Läst 2 juli 2008.
6. ↑  ”Kramgoa låtar 1998” (på engelska). Swedishcharts. 12 mars 1998. http://swedishcharts.com/showitem.asp?interpret=Vikingarna&titel=Kramgoa+l%E5tar+1998&cat=a.